# 長井戸の怪
長井戸の怪（ながいどのかい）は、新潟県佐渡郡相川町（現・佐渡市）金泉村（現・佐渡市）に伝わる怪異譚。新潟県出身の郷土史家・小山直嗣の著書に記述がある。水木しげるの著書『水木しげるの憑物百怪』（学習研究社）では「妖怪蛇の目傘」（ようかいじゃのめがさ）と題されている。

## 概要
ある雨の日、佐渡郡金泉村（現・佐渡市）に住む八蔵という男が、長井戸と呼ばれる海域に船を出して釣りをしていた。
ふと海の中を見ると、海底に1本の蛇の目傘があった。八蔵はそれを手にしようと思い、服を脱いで海に潜ろうとすると、「しばらく待て」と声が聞こえた。しかし周りには誰もいないので、空耳かと思いまた潜ろうとすると、今度はさらに大きな声で「しばらく待て」と声がした。
八蔵が気味悪く思っていると、海中の傘がひとりでに開いた。驚いた舟を漕いで逃げ出した。すると傘が海の上に浮かび上がり、乱れ髪の女に姿を変えて八蔵を追って来た。八蔵は夢中で舟を漕ぎ、どうにか陸まで逃げ切った。背後からは「惜しいことをした、逃がしてしまった」と不気味な声が聞こえた。
この八蔵の体験談は村中に広まり「私もその女を見た」「俺も見た」と目撃談が続いた。村の力自慢の長吉という男が話を耳にし「そいつを退治してみせる」と言って長井戸へ向かった。しかし何事も起きない。自分の力に恐れをなしたかと長吉が得意気になっていると、途端に雨が降り出し、海は大荒れになり、波の中から件の怪女が現れた。恐怖におののいた長吉は、無我夢中で逃げ去った。
このことがもとで長吉は寝込んでしまい、間もなく命を落としたという。

## 備考
福井県坂井郡雄島村安島（現・坂井市）の海で、潜水業を行なう海女たちの間に海海女（うみあま）という妖怪が伝わっているが、その付近でも海中に浮いている傘が、海女たちによって目撃されている。